# Tilopa
Tilopa (Bengala, 988-1069) fue un gurú tántrico indostánico que llevó los tantras desde la India hasta el Tíbet y el Extremo Oriente y un mahasiddha nacido en Bengala, bien sea en Chativavo (Chittagong) o en Jagora.
Desarrolló la doctrina mahamudra, y su doctrina sobre la vacuidad generaron grandes debates en los académicos budistas.
- Tilopa en tibetano
- Talika en sánscrito

Es reconocido como el fundador humano del linaje Kagyu del budismo tibetano y sus seguidores le consideran el Buda Vajradhara.

## Biografía
Tilopa nació como un bráhmana —de acuerdo con algunas fuentes nació en una familia real— pero abandonó esta vida después de recibir órdenes de una dakini (buda femenino cuya actividad inspira a los practicantes), quien lo instruyó en adoptar una existencia errante de mendigo. Desde el principio, ella le dejó claro a Tilopa que no fueron sus padres los que lo crearon, sino la sabiduría primordial y el vacío universal. Aconsejado por la dakini, inició gradualmente una vida como monje, tomó los votos de monje y se volvió un erudito académico. Las visitas frecuentes de la maestra dakini continuaron guiando su camino espiritual hasta un punto cercano a la iluminación.
Entonces comenzó a viajar a través de la India recibiendo enseñanzas de varios gurúes:
- De Saryapa aprendió el tummo (calor interno);
- De Nagaryuna recibió la Ösel (luz radiante) (Sánscrito: prabhasvara) y gyulu (cuerpo ilusorio) (Sánscrito: maya deha) (enseñanzas referidas a Chakrasamvara Tantra), Lagusamvara tantra, o Heruka Abhidharma;
- De Lawapa, el yoga de los sueños;
- De Sukhasiddhi, las enseñanzas de la vida, la muerte y el bardo (estadios intermedios entre la vida y la muerte y la transferencia de la conciencia: phowa);
- De Índrabhuti aprendió la claridad espontánea (en inglés: insight) (prajñā);
- Y de Matangi, la resurrección de un cadáver.

Durante una meditación recibió una visión del Buda Vajradhara en la cual, de acuerdo a la leyenda, recibió directamente la transmisión de las enseñanzas de mahamudra. Luego de haber recibido las transmisiones, Tilopa se embarcó en una existencia errante y comenzó a enseñar. Seleccionó a Naropa como su estudiante más importante y como su sucesor.

## 6 consejos
Tilopa le dio a Naropa "seis consejos".
El original en sánscrito o bengalí no está disponible. De acuerdo con Ken McLeod existe una traducción tibetana, la cual contiene exactamente 6 palabras. Se han extraído dos traducciones diferentes desde el original en inglés.
| # | Primera traducción literal corta | Traducción más detallada           | Tibetano       |
| - | -------------------------------- | ---------------------------------- | -------------- |
| 1 | No recuerdes                     | Deja ir lo que ya pasó             | mi mno         |
| 2 | No fantasees                     | Deja ir lo que puede venir         | mi bsam        |
| 3 | No pienses                       | Deja ir lo que sucede ahora        | mi shes        |
| 4 | No examines                      | No trates de interpretar nada      | mi dpyod       |
| 5 | No controles                     | No trates de hacer que algo suceda | mi sgom        |
| 6 | Descansa                         | Relájate, ahora, y descansa        | rang sar bzhag |

## Instrucciones Mahamudra
Tilopa también le dio las instrucciones Mahamudra a Naropa
El tonto en esta ignorancia, desdeñando el Mahamudra, no conoce nada, pero batalla en el flujo del samsara.
Ten compasión por aquellos que sufren ansiedad constante.
Cansado del dolor incesante y deseando que se calme, adhiérete a un maestro.
Cuando su bendición toque tu corazón, la mente se libera.

## Apegos y disfrute
Una de las frases más famosas atribuidas a Tilopa es: «El problema no es el disfrute, el problema es el apego».